# Aram (Land)
Aram (Aramäa) (reichsaramäisch ܐܪܡ Orom, hebräisch אֲרָם Arām) war im Altertum der Name eines vorderasiatischen Gebietes mit unterschiedlicher Regionszuordnung.

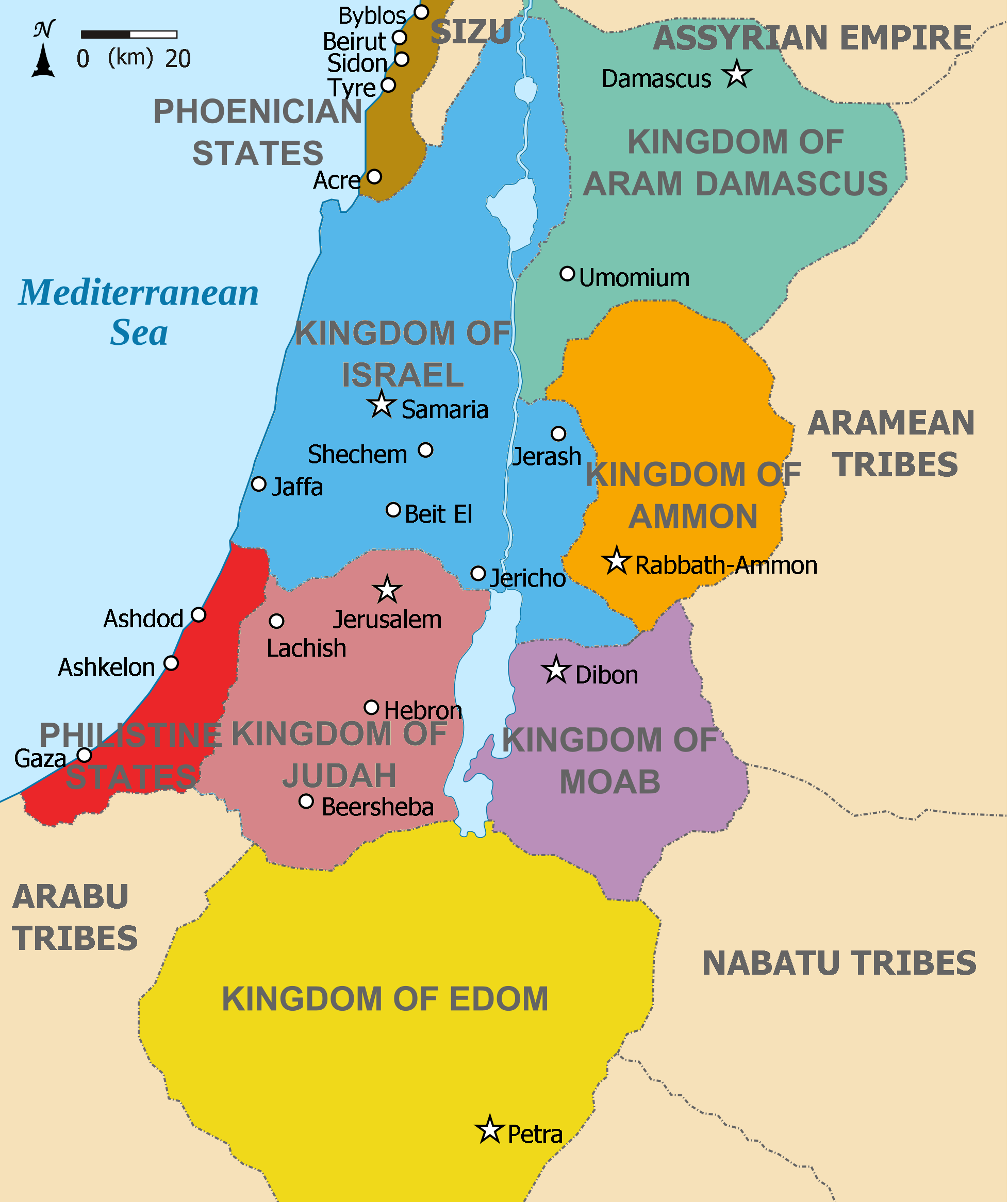
Königreiche in der Levante 830 v. Chr.; türkis: aramäisches Königreich Aram von Damaskus

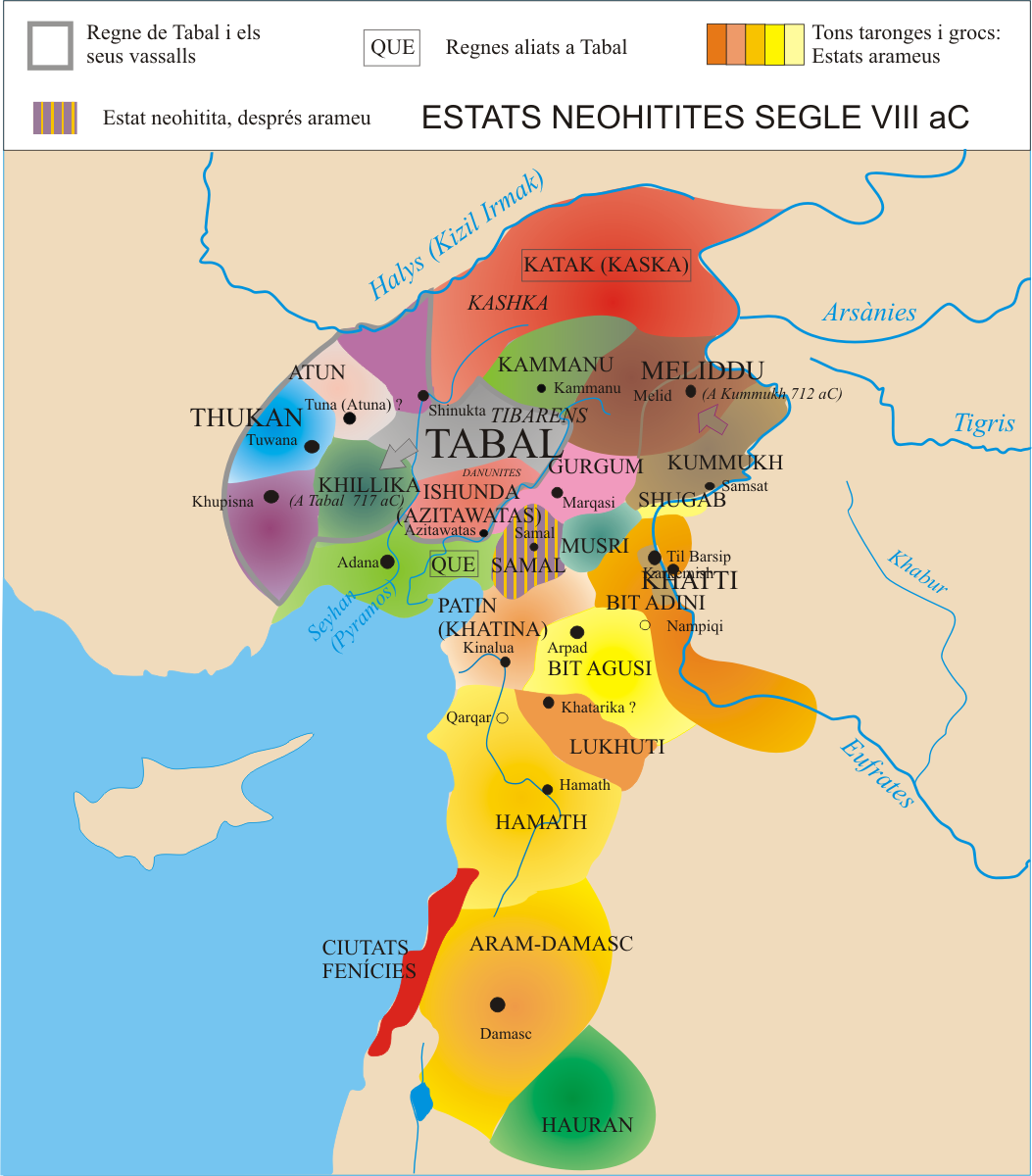
Die verschiedenen Territorien neuhethitischer und (kleiner) aramäischer (hier orangefarben) (Stadt-)Staaten im 8. Jahrhundert v. Chr.

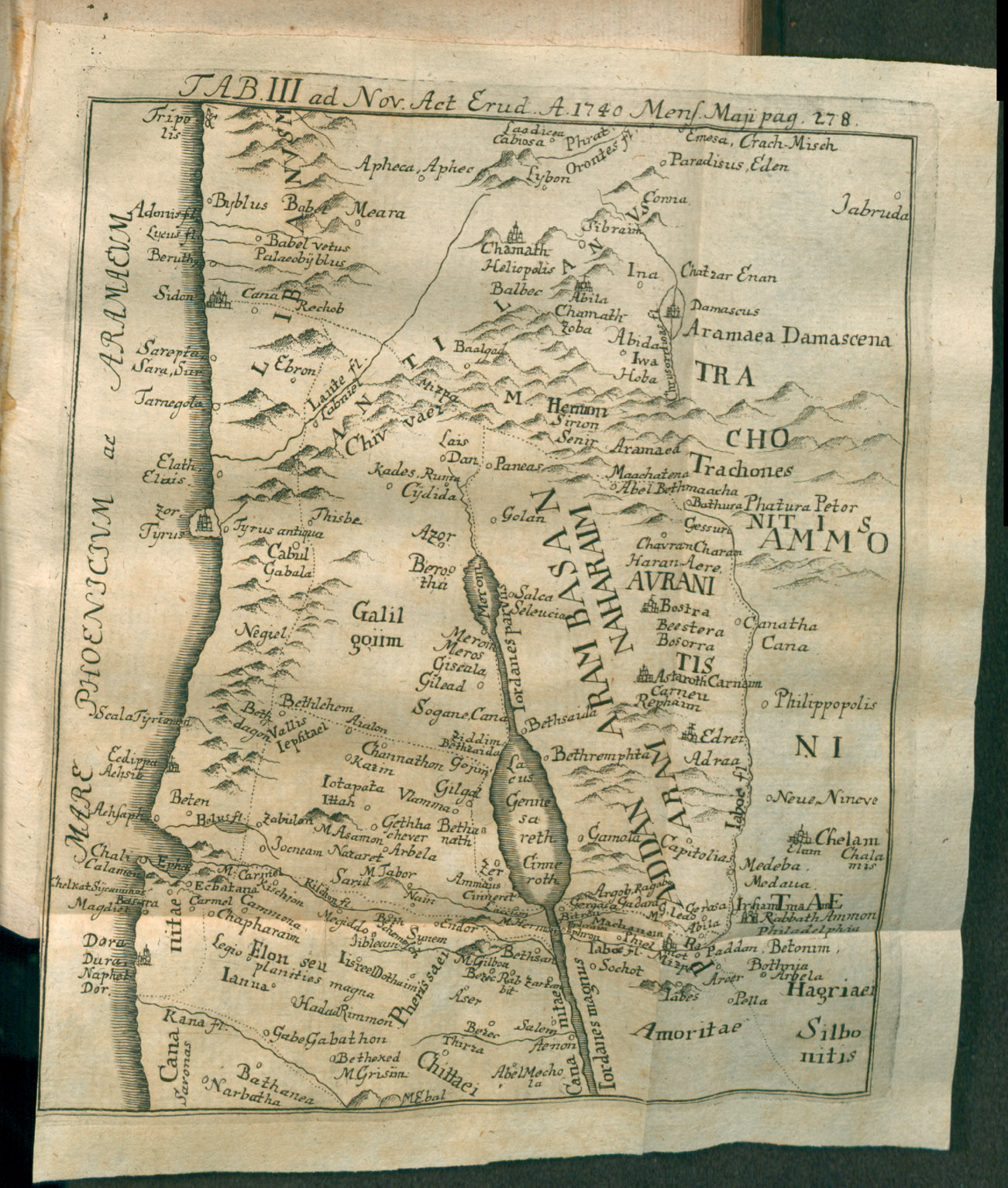
J. C. Harenbergi: Periculum geographicum de Regione Aram, in Acta Eruditorum, 1740

## Aram als Land in außerbiblischen Erwähnungen
Der älteste Beleg von Aram als Bezeichnung für eine Region oder Ort findet sich in einer Inschrift des akkadischen Königs Naram-Sin im 23. Jahrhundert v. Chr. (Siehe hierzu die Liste der Herrscher im 23. Jahrhundert v. Chr.) Die weitere Entwicklung des Landes Aram war stets begleitet von Gründungen kleiner aramäischer Stadtstaaten, die geografisch voneinander getrennt ausgebaut wurden. Von einem Land Aram an sich kann deshalb nicht gesprochen werden. Entsprechend sind auch die unterschiedlichen Zuordnungen anderer Staaten zu verstehen. Treffender ist die Beschreibung des Landes Aram daher als Satelliten-Stadtstaaten, die als Einheit das Siedlungsgebiet von Aram darstellten.
- Ägyptische Bezeichnung für das Gebiet in und um Syrien. So bezeichnete der ägyptische König Kamose die Hyksos als elendige Aremu/Aramu. In der Schreibweise bis zum Neuen Reich wurde das Ajin beziehungsweise das Aleph ersatzweise für R verwendet; ägyptische Originalschreibweise A³mu.[1] Dieser Ausdruck erscheint fälschlicherweise oft unter Aamu.
- Assyrische Landbezeichnung für den Zusammenschluss von Kleinstkönigtümern im Bereich Damaskus. In den Inschriften wurde diese Region auch mit Eseltreiberland bezeichnet.
- Landeseigenbezeichnung des aramäischen Königs Hasaël um 840 v. Chr. für die Region um Damaskus.

## Aram als Land in biblischen Erwähnungen
In der Bibel wurde aus Aram eine Bezeichnung verschiedener aramäischer Reiche. In der Völkertafel des 1. Buchs Mose werden diese von einem eponymen Stammvater Aram abgeleitet.
Die Bibel kennt folgende aramäische Königreiche:
- Aram (Ri 3,10 EU)
- Aram Beth Nahrin/Aram (1 Mos 24,10 EU; 1 Mos 28, 10 EU; 5 Mos 22,5 EU; 1 Chr 19,6 EU)
- Paddan Aram (1 Mos 28,2 EU; 1 Mos 35,26 EU)
- Aram Maacha (2 Sam 10,6 EU; 1 Chr 19,6 EU)
- Aram Geschur (2 Sam 15,8 EU; Jos 13,13 EU)
- Aram Beth Rehob (2 Sam 10,6 EU)
- Aram Zoba (2 Sam 10,6 EU)
- Aram Damaskus (2 Kön 14-16 EU)

### Paddan-Aram
Das Wort Paddan wird als „Pflug“ oder „Feld“ gedeutet, daher nimmt man an, dass sich der Name auf fruchtbares Land bezieht, vielleicht auf Mesopotamien.

### Aram Maacha
Maacha ist im 1. Buch Mose ein Nachkomme von Nahor, dem Bruder Abrahams (Gen 22,24 ). In I. Chronik 7,14 taucht eine Machaa als Tochter Manasses von einer aramäischen Nebenfrau auf, vielleicht der Versuch, diesen kleinen aramäischen Stamm genealogisch in das Volk Israel zu integrieren.
Das Gebiet von Aram Maacha lag südlich von Damaskus innerhalb des israelitischen Siedlungsgebietes (Stamm Manasse), bei der Landaufteilung wurden die Geschuriten und Maachiter nicht vertrieben (Jos 13,13 ).
Zur Zeit König Davids warben die Ammoniter Streitwagenkämpfer aus Aram Maacha gegen die Israeliten an (1 Chr 19,6 ), die Verbündeten werden aber von Joab und Abischai geschlagen. Samuel (2 Sam 10,6 ) führt unter den Verbündeten auch noch Aram Zoba, Aram Rehob und die Männer von Tob an und berichtet, der König von Maacha sei mit 1.000 Mann angerückt.
Nach der Niederlage der Verbündeten bei Helam wurde das Gebiet von Maacha unterworfen (2 Sam 10,19 ).

### Aram Geschur
Auch das Gebiet von Aram Geschur lag, wie das benachbarte Aram Maacha innerhalb des israelitischen Siedlungsgebietes (Jos 13,13 ). Seine Hauptstadt war vermutlich Bethsaida am Nordufer des Sees Genezareth. Es wurde im 9. Jahrhundert gegründet und besaß archäologisch eine aramäische Kultur. Im 8. Jahrhundert durch Einfluss des Nordreich Israel verlor es allmählich den aramäischen Charakter.
Von Jaïr, einem Nachkommen Judas, wird berichtet (1 Chr 2,23 ), dass ihm Aram und Geschur Zeltdörfer in Gilead und Kenat und seine Tochterstädte wegnahmen, insgesamt 60 Städte, ohne weitere Details zu geben.
König David war unter anderem mit Maacha, der Tochter von Talmai, dem König von Geschur verheiratet, ihr Sohn war Absalom (2 Sam 3,3 ). Dieser floh nach Geschur, das als Verbündeter Davids galt (2 Sam 3,3 ), nachdem er seinen Halbbruder Amnon getötet hatte (2 Sam 13,38 ) und leistete hier ein Gelübde (2 Sam 15,8 ), JHWH zu dienen, wenn er wieder nach Jerusalem zurückkehren dürfe. In Vorbereitung seines Aufstandes gegen David, in dessen Verlauf er getötet wurde, gab er vor, nach Geschur ziehen zu wollen.

### Aram Rehob
Aram Rehob wird unter den Verbündeten der Ammoniter gegen David genannt (2 Sam 10,6 ).

### Aram Zoba
Aram-Zoba lag vermutlich in der Nähe von Hama, andere Forscher identifizieren es jedoch mit Chalkis oder Subiti (Jewish Encyclopedia). 2. Samuel 8,8 nennt die Städte Betach und Berotai als Teil des Königreiches.
Aram Zoba wird in 1. Samuel 14,47 unter den Feinden Sauls genannt, gegen die er kämpfte, nachdem er König von Israel geworden war, zusammen mit den Ammonitern, den Philistern und den Edomitern.
2. Samuel 8,3 nennt Hadad-Eser, den Sohn des Rehob, als König von Zoba, den David schlug, als er gegen den Euphrat zog. Dem Bericht nach nahm David 1.700 Reiter und 20.000 Fußsoldaten und ließ allen Wagenpferden bis auf 100 die Fesseln durchschneiden. Als Damaskus Hadad-Eser zur Hilfe kam, wurde es geschlagen und der Herrschaft Davids unterworfen.
Aram Zoba unter Hadad-Eser und seinem General Schobach wird unter den Verbündeten der Ammoniter gegen David in der Schlacht von Helam genannt (2 Sam 10,6 ), sie stellten 20.000 Fußsoldaten. Hadad-Eser scheint der Anführer der aramäischen Koalition gewesen zu sein. Er wird noch einmal in 1. Könige 11,23, also zur Zeit Salomos genannt.

### Aram (Damaskus)
Im Buch Richter (Ri 3,7-10 ) wird erwähnt, dass die Söhne Israels ihrer Sünden wegen für acht Jahre unter die Herrschaft des Kuschan-Rischatajims, des Königs von Aram (auch als König von Mesopotamien bezeichnet) gegeben wurden, bis ihn Otniel erschlug.
Unter König Joahas von Israel (2 Kön 13 ), dem Sohn Jehus, eroberten Hasaël, der König von Aram (Damaskus) und sein Sohn Ben Hadad Teile von Samaria. Es muss sich um eine vernichtende Niederlage gehandelt haben, angeblich blieben von dem Heer Joahas nur „fünfzig Wagenkämpfer, zehn Wagen und zehntausend Mann Fußtruppen übrig. Alles andere hatte der König von Aram vernichtet und dem Staub gleichgemacht, auf den man tritt.“ (2 Kön 13,7 ). Ein nicht genannter Helfer befreit Israel aber aus der Gewalt Arams, worauf sie wieder „in ihren Zelten wohnten wie früher“.
Der Prophet Elischa prophezeite König Joasch, dem Sohn von Joahas von Israel, vor seinem Tod einen Sieg über die Aramäer bei Afek und drei weitere Siege (2 Kön 13,14 ). Nach dem Tode von Hasaël kann Joasch dessen Sohn Ben Hadad schlagen und ihm die Städte abnehmen, die sein Vater eingenommen hatte (2 Kön 13,25 ). Jerobeam, dem Sohn von Joasch gelang es dann sogar, Hama und Damaskus einzunehmen (2 Kön 14,28 ).
König Pekach von Israel verbündete sich dann mit Rezin, dem König von Aram und belagerte mit ihm Jerusalem, das unter der Herrschaft von Ahas stand (2 Kön 16 ), allerdings erfolglos. Rezin nahm aber Eilat ein, vertrieb die dort ansässigen Israeliten und siedelte Edomiten an. Angeblich auf Aufforderung Ahas’, begleitet von Silber und Gold aus den königlichen Schatzkammern und dem Tempel JHWHs, rückte dann Tiglat-pileser III. von Assyrien gegen Damaskus, nahm es ein, erschlug König Rezin und deportierte die Bevölkerung nach Kir (2 Kön 16,9 ). König Ahas zog daraufhin nach Damaskus, um Tiglat-Pilesar zu huldigen.